# Национальный состав Российской империи
Национальный состав Российской империи — состав этносов, народов, народностей проживающих на территориях (краях, странах) Российской империи.
На 1870-е годы в источниках Российской империи приводятся следующие сведения о национальном составе России.

## Славяне
1. Русские (72,5 %, более 86 млн.). Наибольшая доля русских отмечена в Московской промышленной, Центральной Чернозёмной, Малороссийской и Озёрной области, в которых русское население составляет 94 %; в Северной области (89 %), в Новороссии (87 %), в Белоруссии (85 %), в губерниях юго-западных 80 %, приуральских 80 % и приволжских 75 %. В остальных западных и северо-западных губерниях русское население составляет меньшинство. В Российской империи «русскими» обозначали три субэтноса русского народа:
а) Великороссы
б) Белорусы
в) Малороссы
2. Поляки (6,6 % населения Европейской России). Преобладают в Привислинском крае (70 %), кроме губерний Сувалковской, Седлецкой и Люблинской, где преобладают на севере Литовцы, на юге малорусы.
3. Болгары. Насчитывалось около 125 тысяч в основном в Бессарабской, Таврической и Херсонской губерниях.
- В тех же губерниях насчитывалось небольшое число сербов; на Кавказе незначительное число чехов.

## Балты
1. Литовцы. Проживают по Вилии и в нижнем течении Немана.
2. Жемайты. В западной части Ковенской губернии. Тех и других 1800 тысяч.
3. Латыши. В Лифляндии, Курляндии и трёх западных уездах Витебской губернии. Численность около 1350 тысяч.

## Германцы
1. Немцы (1,3 % населения Европейской России; 10 % населения Прибалтийских губерний, 15 % населения Привислинского края). Общее число 1,5 миллиона.
2. Шведы — проживают по побережью Эстляндии (9,5 тысяч), а также в Финляндии, где составляют преобладающую часть дворянства.

## Финно-угры
1. Прибалтийские финны
а) Лопари (3,5 тысячи)
б) Финны — основная часть населения Княжества Финляндского
в) Корелы (200—300 тысяч)
г) Эсты (900 тысяч)
д) Ливы (3,5 тысяч)
2. Приволжские финны
а) Черемисы (300—400 тысяч)
б) Мордва (до 1 миллиона)
б.1) Эрзя
б.2) Мокшане
б.3) Терюхане
б.4) Каратаи
3. Прикамские финны
а) Вотяки (400 тысяч)
б) Пермяки (90 тысяч)
в) Зыряне (170 тысяч)
4. Угро-Финны (30-35 тысяч человек)
5. Самоеды (до 1000 человек)

## Тюрки
1. Казахи — в восточной половине Оренбургской губернии и на землях Уральского войска. Наиболее многочисленная часть тюркско-татарского племени. Точная численность не могла быть подсчитана.
2. Ногайцы (до 100 тысяч)
3. Крымские татары. Около 150 тысяч. Активно выселяются в Турцию.
4. Волжские татары (бургарлыки), насчитывается около 1300 тыс. человек
5. Башкиры (1300 тысяч) — в основном в Уфимской и Оренбургской губерниях, часть в Саратовской, Пермской и Вятской.
6. Мещеряки (130 тысяч) — в «Мещерской области» в прилегающих уездах Рязанской, Тамбовской и Пензенской губернии, а также в Уфимской, Пермской и Саратовской.
7. Тептяри (300 тысяч) — отдельными поселениями в Оренбургской, Уфимской и Вятской губерниях
8. Бессермоне (до 10 тыс.) — в Глазовском уезде Вятской губернии.
9. Чуваши (около 650 тыс.) — в Казанской губернии, за правым берегом Волги, а также в Симбирской, Самарской, Уфимской, Саратовской и Оренбургской губерниях

## Монголы
1. Калмыки. В европейской России 120 тысяч человек. В калмыцких степях Астраханской губернии, в Сальском округе Войска Донского и в некоторых станицах Уральского войска.

## Другие народы
1. Молдаване — 900 тысяч, живут в Бессарабии и западных уездах Херсонской губернии.
2. Греки (около 100 тысяч) живут в Новороссийском крае, Тифлисской губернии, Карсской области, в Нежинском уезде Черниговской губернии), в столицах и крупных городах.
3. Французы. Незначительно в столицах, Одессе и некоторых крупных городах.
4. Итальянцы. Незначительно в столицах, Одессе и некоторых крупных городах.
5. Армяне (вне Кавказа 0,5 млн.)
6. Цыгане. В основном в Бессарабии, также рассредоточены по Европейской России.
7. Евреи (3,4 % населения Европейской России). Во всей России около 4 миллионов. В том числе :
• Караимы (до 10 тысяч человек в Крыму и Западном крае)